# Petropàvlovski
Petropàvlovski (en rus: Петропавловский) és un poble d'Udmúrtia, a Rússia, el 2008 tenia 7 habitants. Pertany al raion d'Alnaixi.